# Wes Archer
Wesley Meyer Archer (* 26. listopadu 1961) je americký režisér a tvůrce storyboardů.

## Kariéra
Archer byl spolu s Davidem Silvermanem a Billem Koppem jedním ze tří původních animátorů seriálu Simpsonovi a skečů Simpsonových a následně režíroval řadu epizod seriálu Simpsonovi (na mnoha z nich se podílel jako scenárista John Swartzwelder). Posléze se stal vedoucím režisérem seriálu Tatík Hill a spol.
O několik let později z týmu Tatíka Hilla a spol. odešel a začal režírovat Futuramu, nicméně nakonec se k Tatíku Hillovi a spol. vrátil; nadále dohlížel na režii až do poslední sezóny seriálu, v níž také působil jako režisér konzultant. Archerův animovaný film Jac Mac and Rad Boy, Go!, jenž vytvořil na vysoké škole, se stal na dlouhou dobu kultovní klasikou poté, co byl v 80. letech opakovaně vysílán v pořadu Night Flight na stanici USA Network. Archer studoval filmovou grafiku a experimentální animaci na CalArts. Je režisérem seriálu Rick a Morty.
Archerův jmenovec se objevuje také v epizodě seriálu Tatík Hill a spol. (3. série, epizoda Smrt a Texas), v níž je Peggy lstí donucena pašovat kokain vězni v cele smrti. Antagonista epizody, vězeň, se jmenoval Wesley Martin Archer. Toto jméno v sobě spojovalo jméno Wesovo i jeho bratra a spolupracovníka Martina Archera.

## Filmografie
- Ztřeštěné léto (1986) (animátor)
- Simpsonovi (1990–1996) (režisér, tvůrce storyboardu)
- Tatík Hill a spol. (1997–2009) (supervizor režiséra, výkonný poradce pro animaci, konzultant režiséra)
- Me, Eloise! (2006) (kreativní ředitel)
- The Goode Family (2009) (supervizor režiséra)
- Bobovy burgery (2011–2013) (režisér)
- Allen Gregory (2011) (režisér)
- Murder Police (2013) (supervizor režiséra)
- Rick a Morty (2015) (režisér, supervizor režiséra)
- Rozčarování (2018) (režisér)

### DílySimpsonových
1. řada
- Homerova odysea
- Smutná Líza
- Volání přírody
- Kyselé hrozny sladké Francie

2. řada
- Zvlášť strašidelní Simpsonovi
- Kdo s koho
- Ďábelský Bart
- Není ryba jako ryba
- Ach, rodný bratře, kde tě mám?
- Drobné kiksy nad komiksy

3. řada
- Líza na stopě zlořádu
- Otto v akci

4. řada
- Nová holka v ulici
- Svatého Valentýna

5. řada
- Medvídek
- Jak jsem se přestal bát
- Homer miluje Flanderse
- Milenec Lady Bouvierové

6. řada
- Návštěva Drsnolandu
- Dědeček versus sexuální ochablost
- Bart versus Austrálie

7. řada
- Kdo postřelil pana Burnse? 2/2
- Bart prodává duši
- Dva zlí sousedé
- Den, kdy zemřelo násilí
- Homerpalooza

### DílyFuturamy
- Zbouchnutej
- Fryův smysl života

### DílyTatíka Hilla a spol.
- Pilot
- Mononukleóza
- Death and Texas
- To Kill a Ladybird
- Queasy Rider
- The Incredible Hank

### DílyThe Goode Family
- Pilot

### DílyBobových burgerů
- Burgerový kabaret
- Smiřovací metody
- Bob Day Afternoon
- Beefsquatch
- Tina-Rannosaurus Wrecks
- Nude Beach
- Two for Tina
- The Unnatural

### DílyAllena Gregoryho
- Full Blown Maids

### DílyRicka a Mortyho
- Rickovaté uvíznutí v čase
- Musíš to rozpumpovat
- Svatební obřad Squancherů

### DílyRozčarování
- Temná princezna
- Pád říše